# چاه حاج عزیز حیدری
چاه حاج عزیز حیدری در ۲۵ تیر ۱۳۷۶ به دنبال اصلاحات تقسیماتی استان یزد، زیر مجموعه دهستان چاهک به مرکزیت روستای چاهک مشتمل در تابعیت بخش هرات و مروست تابع شهرستان مهریز قرار گرفت.